# Windy (goélette)
Pour le dériveur, voir Windy.
Pour les articles homonymes, voir Windy (homonymie).
Le Windy est une goélette à quatre-mâts à coque acier construit en 1995 au chantier naval Detyens à Charleston en Caroline du Sud.
C'est un voilier-école qui navigue sur le Lac Michigan depuis le port de Chicago.

## Histoire

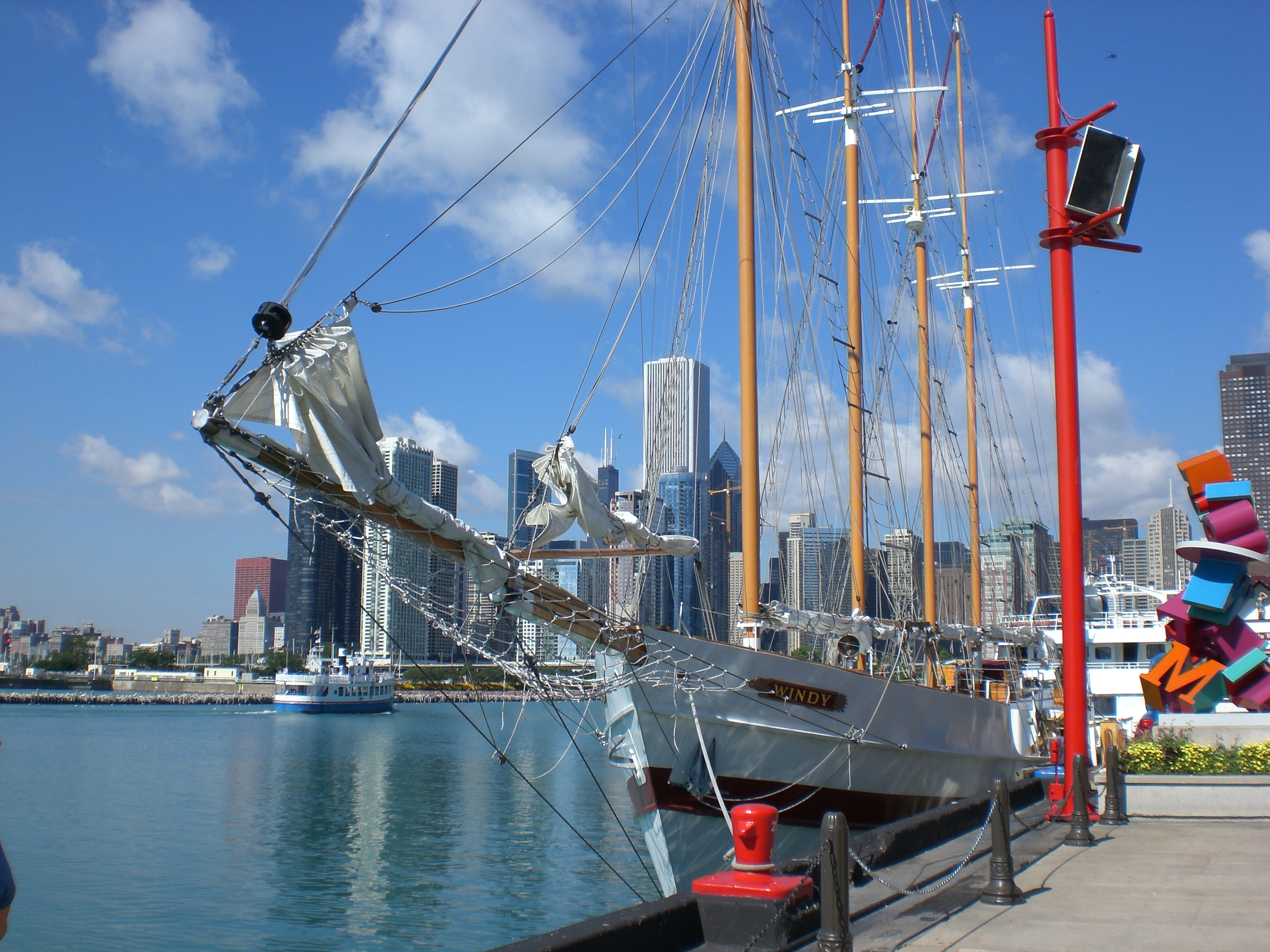
Le Windy à Chicago

Le Windy est le premier quatre-mâts traditionnel à avoir été construit aux États-Unis depuis 1921. Il est réalisé de façon moderne, en acier et bois, mais garde les caractères des voiliers traditionnels. Il a été conçu par le capitaine Robert Marthai, grand marin et aventurier.
Sa vocation est d'apporter le plaisir de la navigation traditionnelle à la voile. En 2006 il a obtenu la distinction official flagship of the City of Chicago par le maire, Richard M. Deley.
En 2008, il a été acheté par le couple Bruce et Karen Randall qui continue à l'exploiter dans le même principe, mais en voilier-charter.
Il peut emmener jusqu'à 150 personnes, sur ses trois ponts, pour des sorties à la journée. Avec ses 12 cabines, il propose des croisières pour 36 passagers.